# 석두희천
석두희천(石頭希遷, 700~790)은 중국 당나라의 선사이다. 원래는 6대 조사인 혜능의 제자였다. 운문종, 법안종, 조동종에서 7대 조사인 청원행사에 이어 8대 조사로 섬겼던 인물이다.(참고로 위앙종과 임제종에서 7대 조사로 남악회양, 8대 조사로 마조도일을 섬겼다.)
같은 8대 조사였던 마조도일과 비교를 많이 당했었다. 당대에 석두희천의 법을 이어 받은 천왕도오가 백장회해에게 출가한 친동생에게 말하기를 마조도일의 가르침이 자잘한 재화라면, 석두희천의 가르침은 금덩어리라고 하면서 빨리 자신에게 오라고, 석두를 훨씬 높게 쳐준 기록이 있다.
남종선의 확립에 크게 기여를 하였다. 강서(江西) 지역은 마조, 호남(湖南) 지역은 석두였다고 한다.
스승인 7대 조사 청원행사는 석두를 가리켜 기린아라고 하였다.

## 일화

### 생각 사(思)를 찾아가라
6대조사인 혜능이 입적하려 할 때였다. 석두희천이 찾아와 큰 스님께서 입적하시면 누구에게 의지해야 하냐고 물었다. 혜능은 생각 사(思)를 찾아가라고 했다. 석두희천은 그 뜻을 알지 못하고, 혜능의 사후에 단정히 앉아 죽은 사람처럼 가만히 있었다.
상좌가 석두희천에게 스승님도 가셨는데 앉아서 무엇을 하냐고 물었고, 석두희천은 혜능한 이야기를 하였다. 그러자 상좌는 석두희천의 사형 중에 행사(行思)라는 사람이 길주에 있으니 찾아가보라고 했다. 석두희천은 청원행사가 있는 정거사로 떠났다.

### 기린(麒麟)의 뿔
원래 석두희천은 육조대사인 혜능의 제자였다. 그러다 혜능이 입적하자, 청원행사를 찾아간 것이다.
청원행사가 석두희천에서 어디서 왔느냐고 묻자, 조계에서 왔다고 하였다.(혜능이 머문 곳이 조계이다.) 청원행사는 무엇을 얻으려 여기에 왔냐고 하지, 석두희천은 조계에 들기 전에 잃은 것은 없다고 하였다.
청원행사는 그럼 조계에 왜 갔냐고 했다. 석두희천은 조계에 가지 않았다면, 잃은 것이 없다는 걸 어떻게 알았겠냐고 했다. 그러면서 큰 스님은 육조대사를 아느냐고 반문했다.
청원행사는 자네는 나를 아냐고 다시 물었고, 석두희천은 알아도 어떻게 안다고 말하겠냐고 했다. 청원행사는 석두희천을 평가하기를 뿔 달린 짐승이 많아도 기린의 뿔 하나면 족하다고 하였다.

## 육신불
사후 석두희천의 시신은 육신불이 되어 푸젠성 장저우시 룽원구의 한 사찰에 안치되어 있었으나, 신해혁명 시기인 1911년에 한 일본인 군의관에 의해 샤먼시를 거쳐 일본으로 운송되었다. 이후 육신불은 교토 대학 박물관에 12년 동안 보관되었으며, 1914년 개최된 도쿄 다이쇼 박람회에 전시되며 사진으로 촬영되기도 했다. 그 뒤 오메시의 한 사원에 안치되었다 1961년 일본 미라 연구 그룹(日本ミイラ研究グループ) 측에서 5만 엔에 육신불을 구입해 와세다 대학과 니가타 대학에 보관했으며, 1975년 니가타 대학 의학부에서 조동종의 본산이기도 한 요코하마시의 소지지(總持寺)로 육신불을 옮겨 안치되었다. 같은 해 홍콩의 신문 《쾌보》(快報)에서 관련 기사를 보도하여 화교들의 주목을 받았으며, 1997년 중국사회과학원 철학연구소 교수인 텅잉(滕穎)이 소지지를 방문해 촬영한 육신불의 사진을 바탕으로 불상이 제작되어 룽원구의 정이 영궁(正一靈宮)에 안치되었다.
1995년 당시 소지지의 주지였던 사이토 신기(斉藤信義)가 육신불의 반환 의사를 표명했으며, 같은 해 일중 우호 협회의 회장인 히라야마 이쿠오(平山郁夫)가 중국 불교 협회의 회장이자 중국인민정치협상회의의 부주석인 자오푸추(趙樸初)에게 서신을 보내 육신불의 반환 문제를 협의하였다. 이후 2001년 샹청구에 위치한 난샨사(南山寺)에서 소지지 측에 육신불 반환을 촉구하는 편지를 보냈으며, 2003년 장저우시에서 관련 기관을 설립해 육신불 반환 문제에 대한 회의를 열었다.